# 哥伦布公园 (圣多明各)

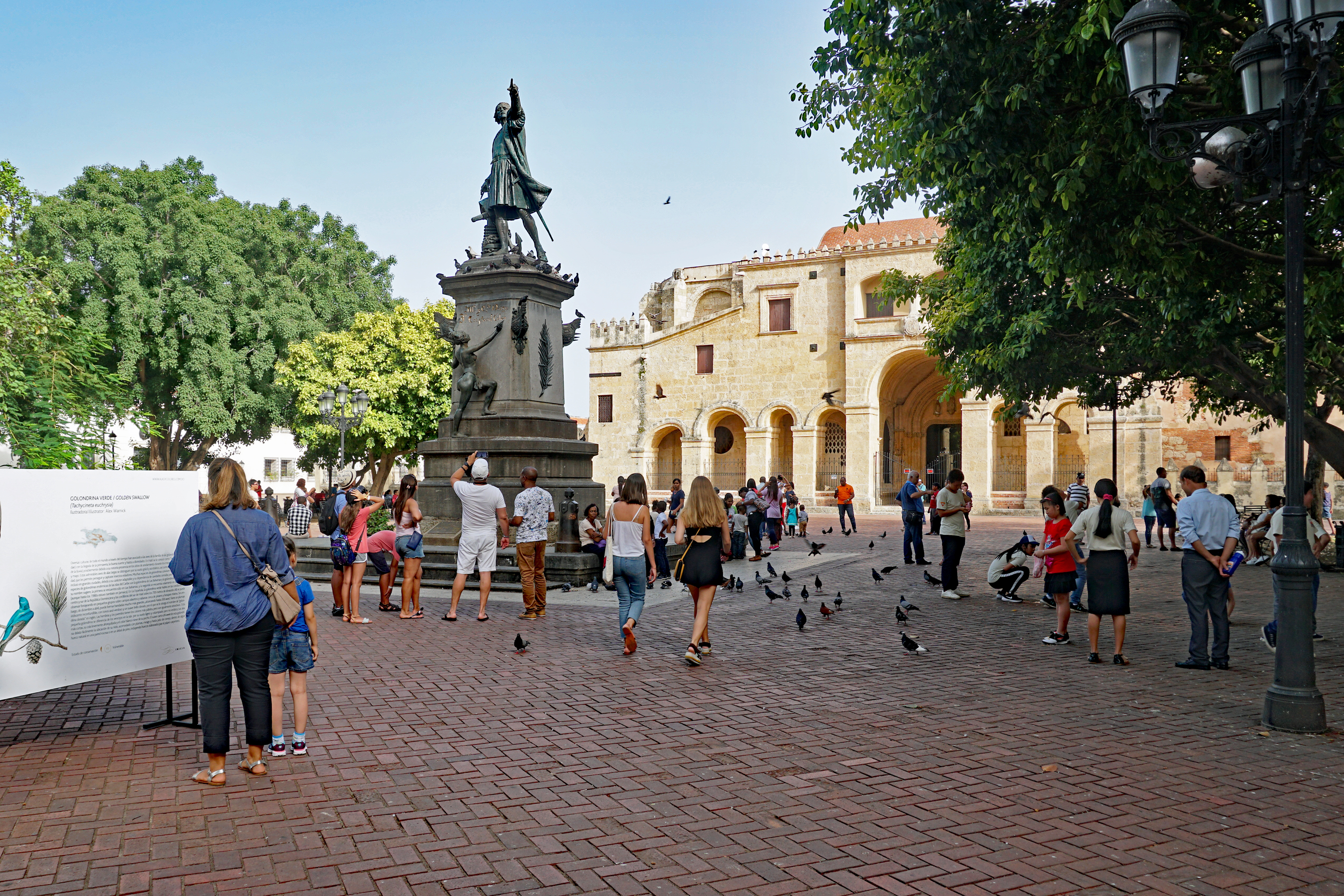
哥伦布公园

哥伦布公园（Parque Colon）是多米尼加共和国圣多明各的中心广场，位于殖民城历史区的伯爵街（Calle del Conde）与梅里诺总主教街（Calle Arzobispo Meriño）拐角处。其中心矗立着一座克里斯托弗·哥伦布雕像，因此广场在1887年更名为哥伦布公园。在此之前，这个广场称为主广场（Plaza Mayor）。
广场周围的文物古迹包括肉身成道圣玛利亚圣殿都主教座堂、圣多明各的市政宫，以及博尔盖拉宫（Palacio Borgella）,曾经是多米尼加共和国议会所在地。伯爵街曾经是圣多明各活跃的商业中心，开始于哥伦布公园，前往伯爵门（Puerta del Conde）。在伯爵街的开头是克里斯托弗·哥伦布的弟弟、圣多明各的创始人巴尔托洛梅奥·哥伦布的半身像。。

## 历史

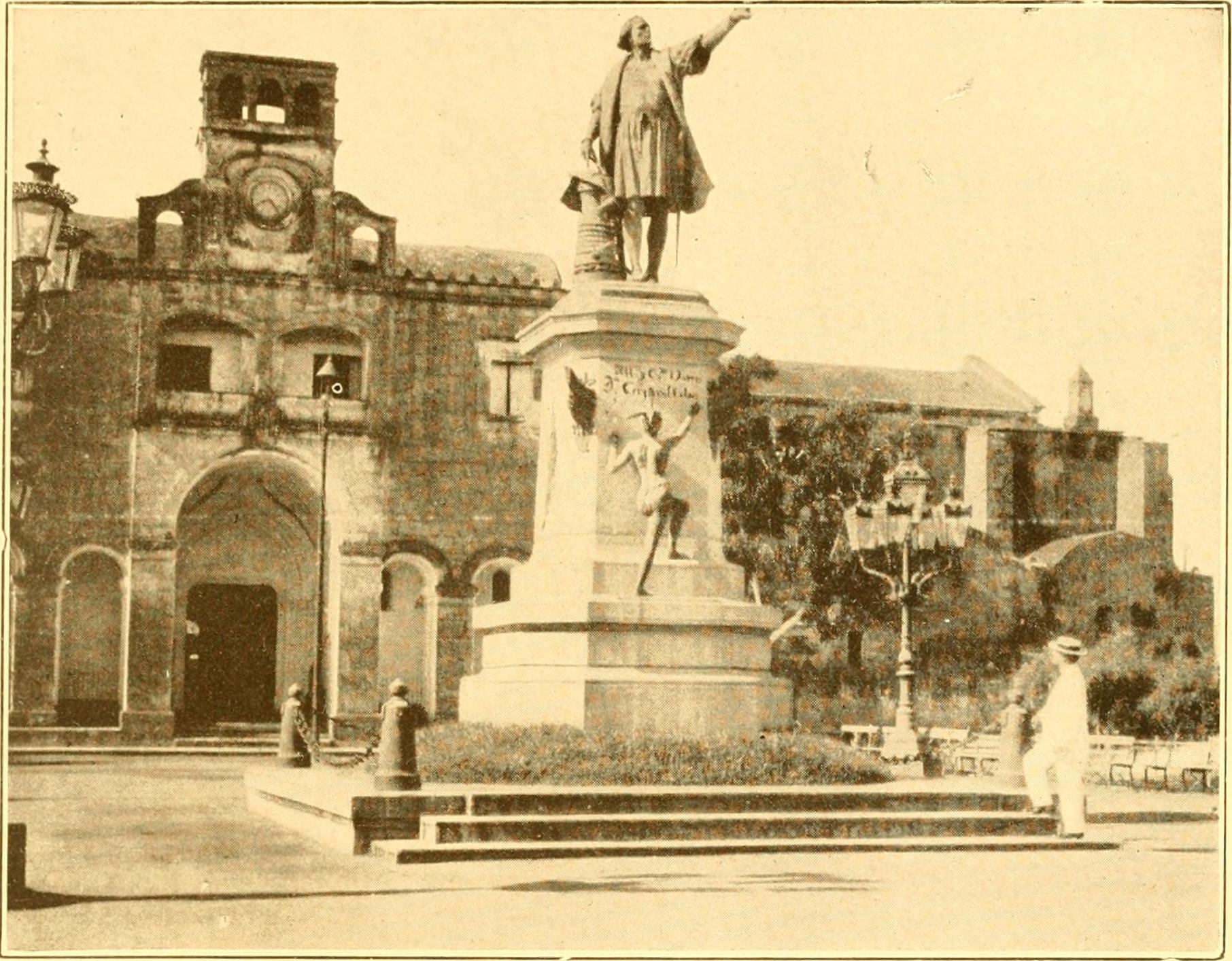

在15世纪的殖民时期，在伊斯帕尼奥拉岛上建起的这些各种建筑，是整个美洲大陆上第一批殖民地房屋。在这些住宅建筑中，开辟出圣多明各主广场（Plaza Mayor de Santo Domingo），即今日的哥伦布公园，其历史可追溯到1506年，此后的历史中，广场曾历经多次改建。这里曾是当时居民的主要娱乐中心。主广场的名字是为了纪念1502年抵达圣多明各的总督尼古拉斯·德·奥万多（Nicolás de Ovando），他下令将城市迁往河西。
以前它也曾被称为主教座堂广场（Plaza de la Catedral），因为离广场几米远的地方是肉身成道圣玛利亚圣殿都主教座堂。公园的中心是克里斯托弗·哥伦布的雕像，指向北方，是法国雕塑家E.吉尔伯特的杰作。1887年2月27日，正式命名为哥伦布公园，因为这里的哥伦布雕像。

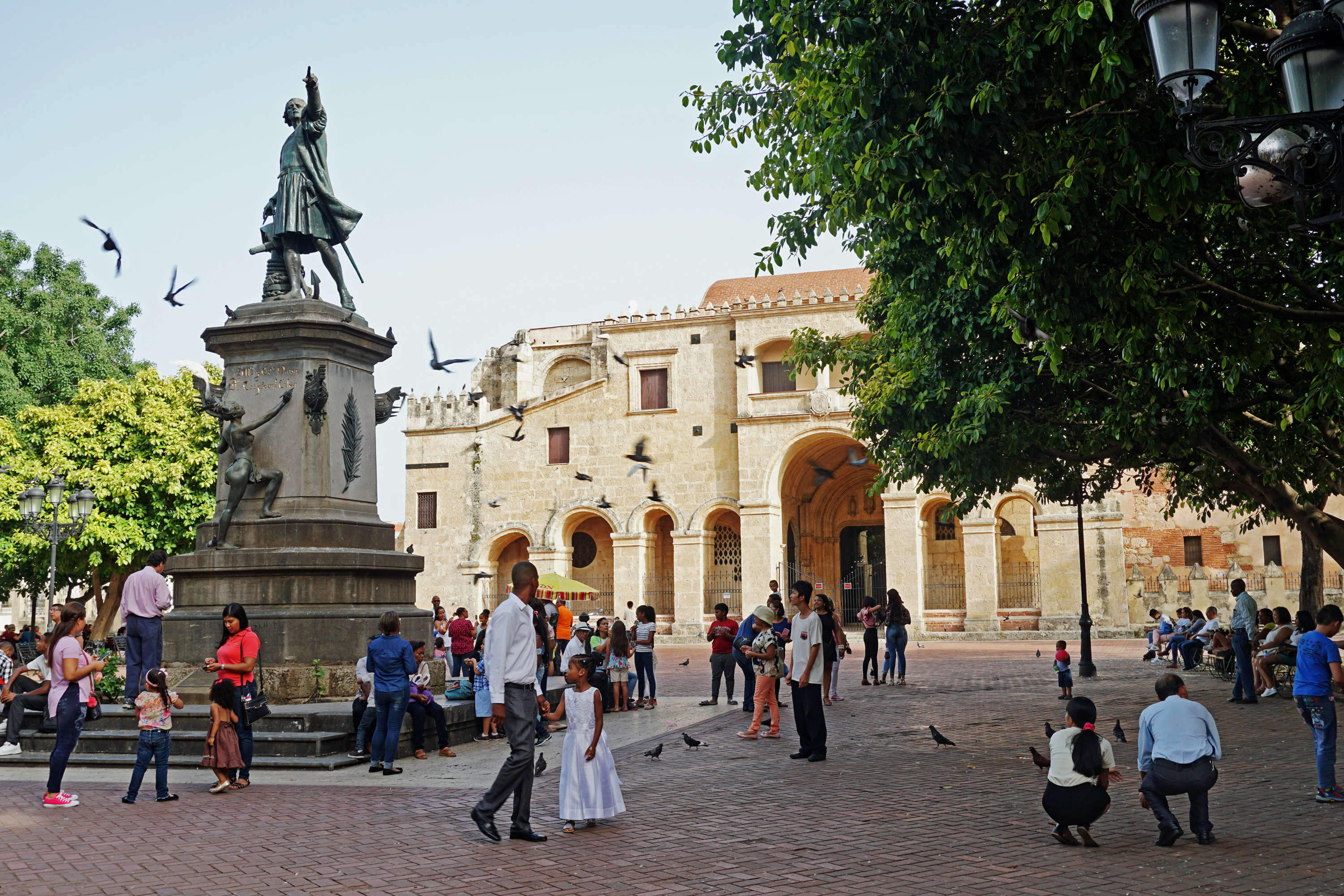
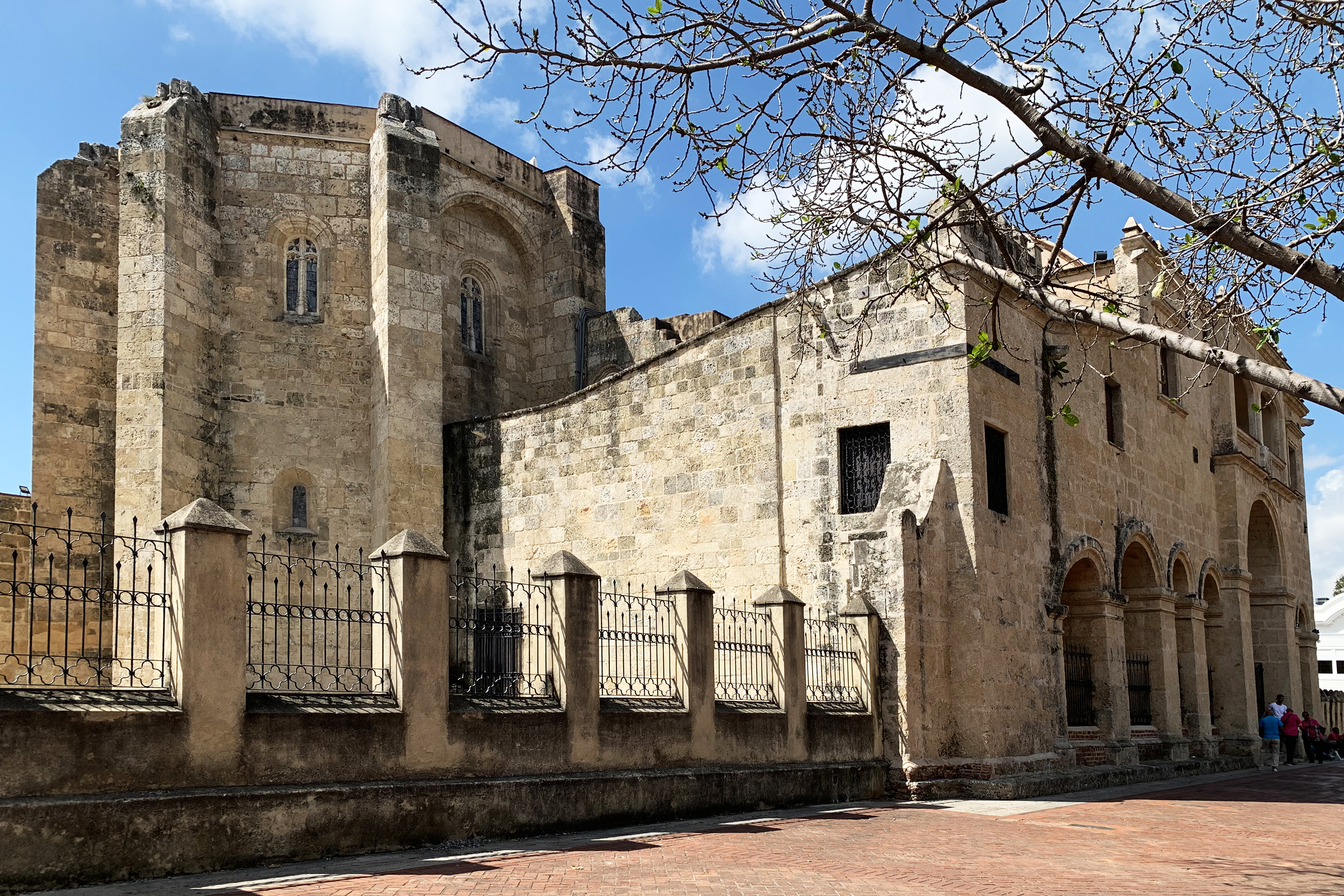
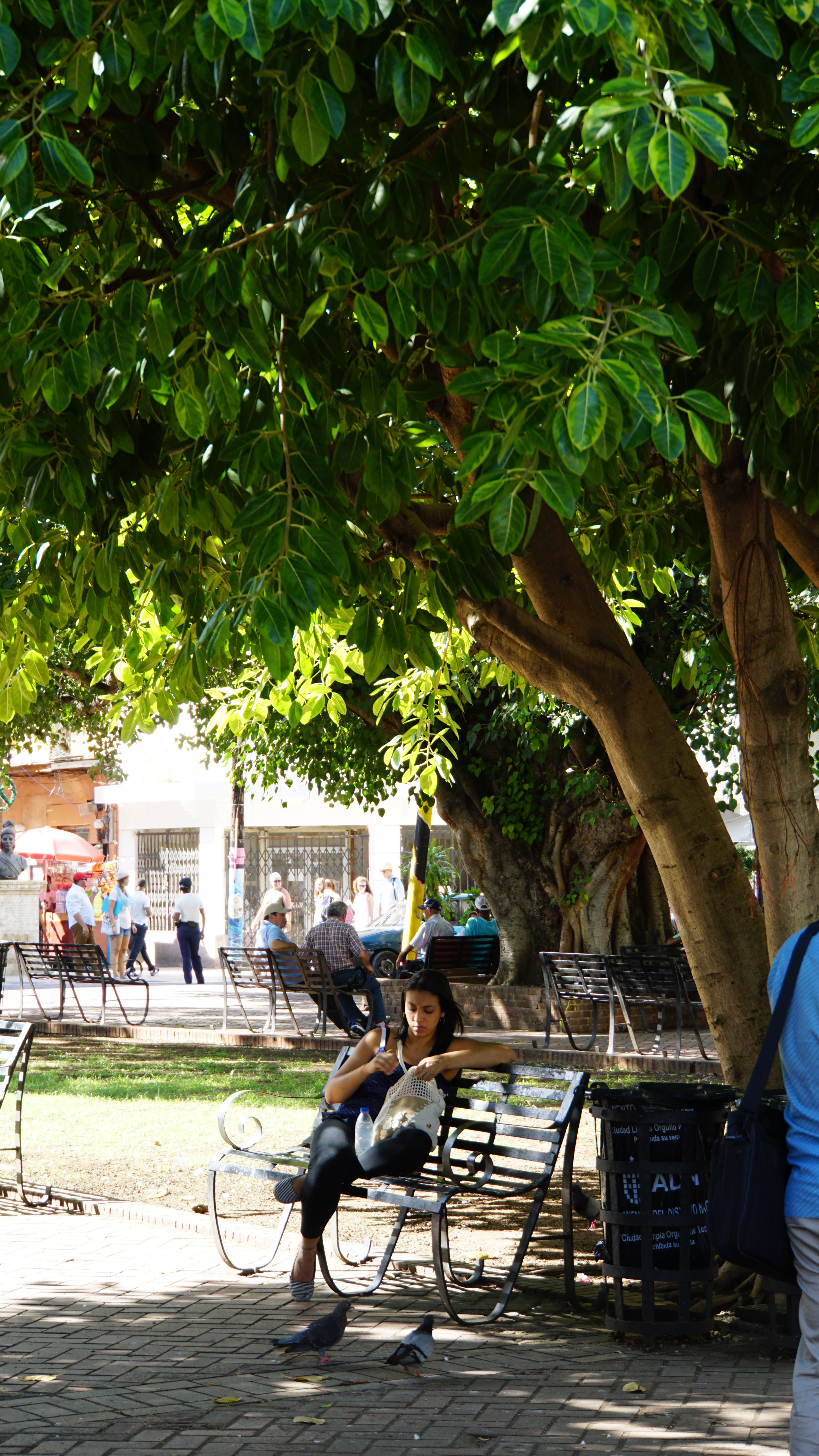
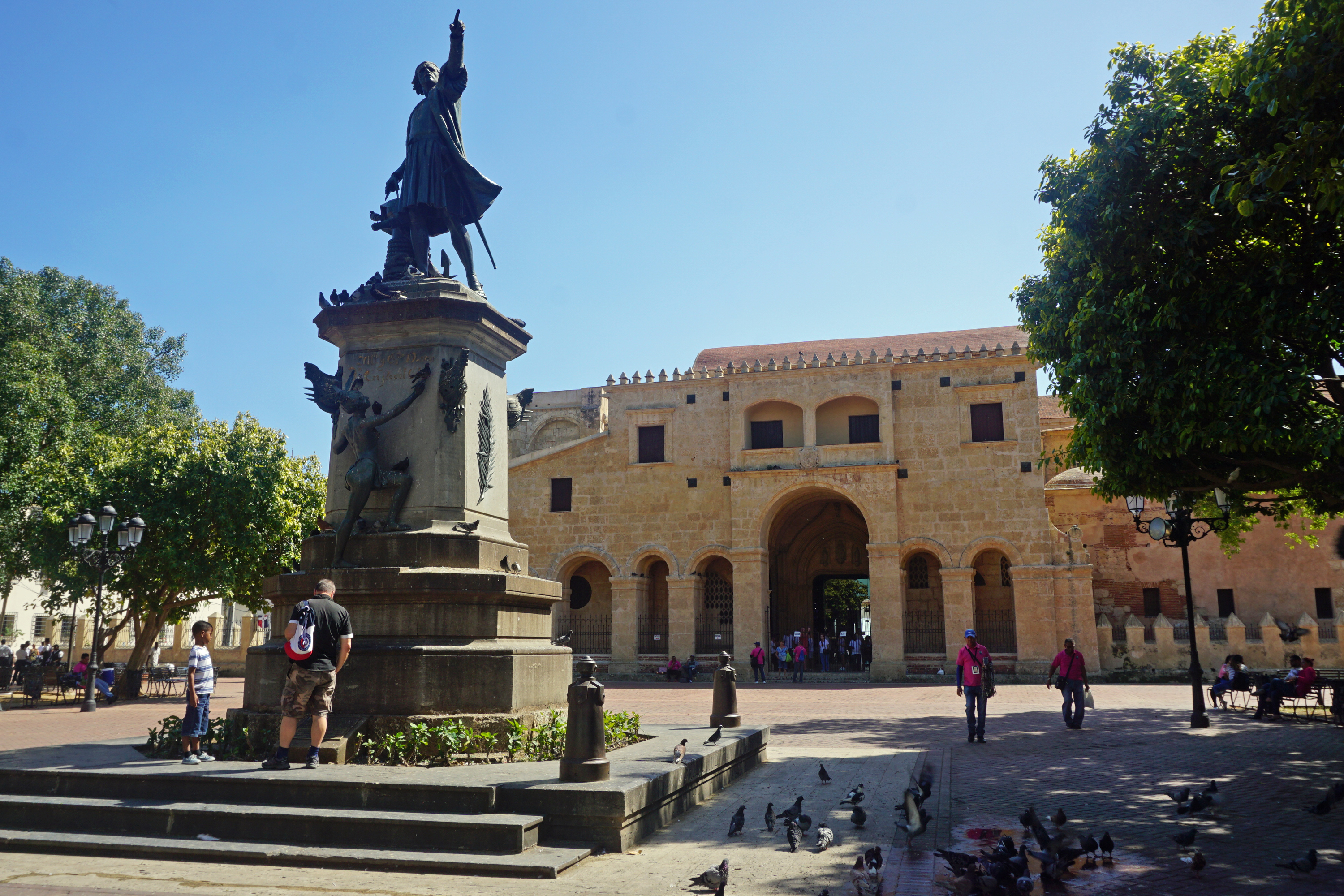
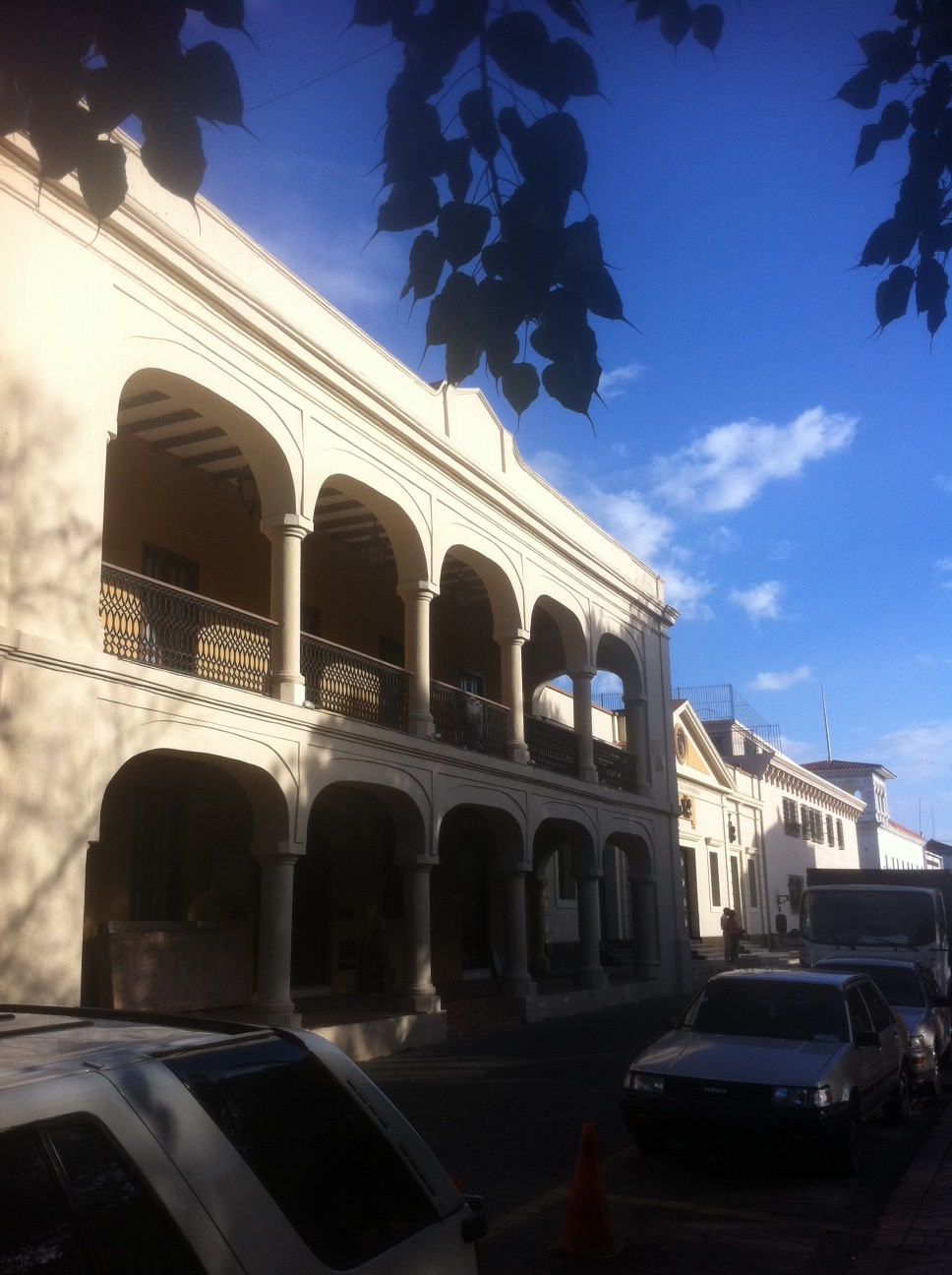
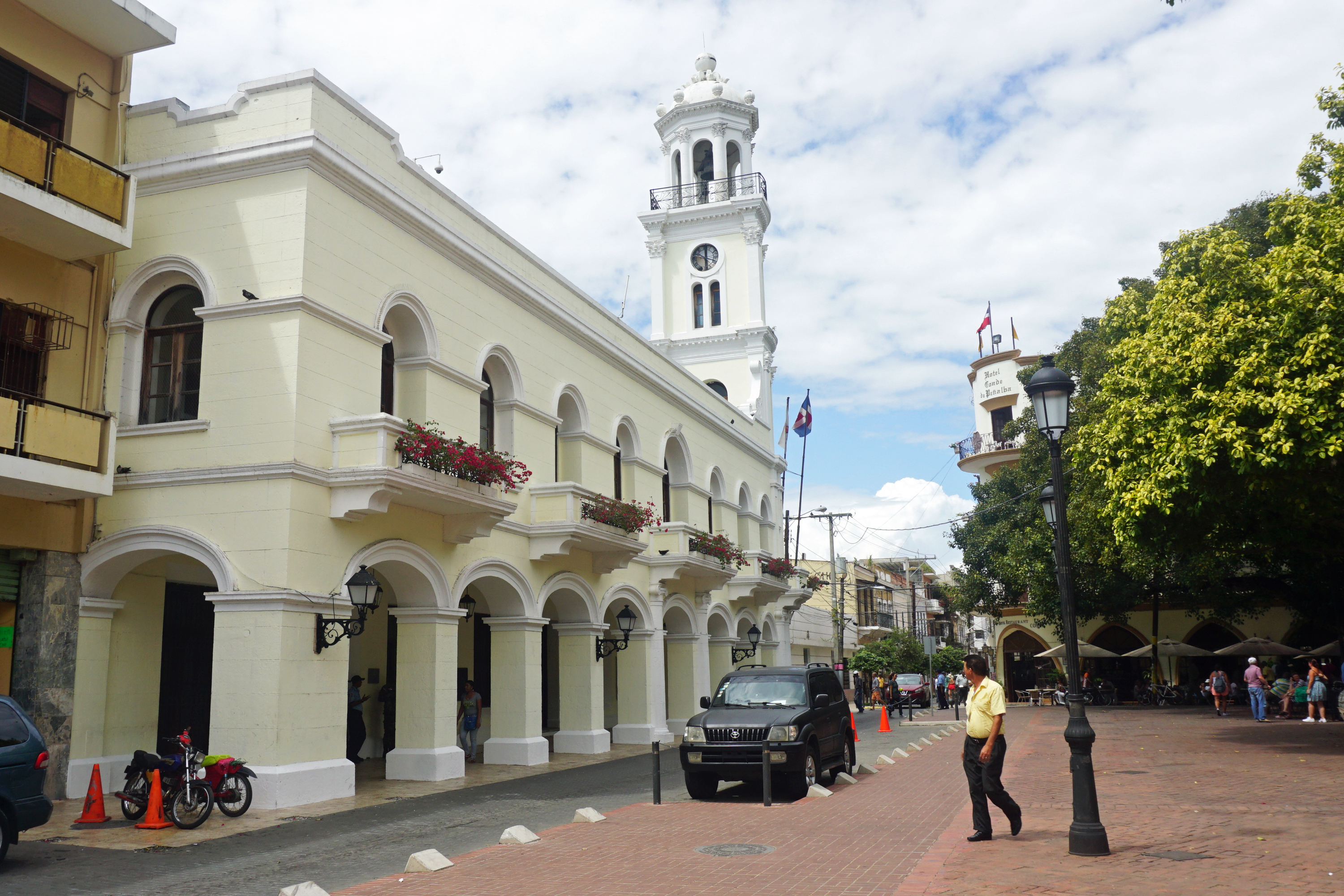